# Menhir des Bouillons
Le menhir des Bouillons est un menhir situé à Janzé dans le département français d'Ille-et-Vilaine. Il a été déplacé et réutilisé.

## Description
C'est un bloc de schiste pourpré de forme prismatique. Il mesure 1,84 m de haut pour une largeur à la base de 0,90 m et une épaisseur de 0,85 m.
A l'occasion d'un remembrement, le menhir a été déplacé et réinstallé comme table de couverture d'un pseudo-dolmen dans un rond-point de la zone commerciale de la commune.